# 阿尔汉格尔斯基撞击坑
阿尔汉格尔斯基撞击坑（英語：Arkhangelsky）是位于火星阿尔及尔区的一个撞击坑，位于南纬41.4°，西经24.8°。它的直径为117公里，以俄罗斯地理学家安德雷·阿尔汉格尔斯基（Andrey Arkhangelsky）命名。